# Eusebio Blanco
Eusebio Blanco Añaños (Barcelona, España; 17 de septiembre de 1896-Lérida, España; 22 de abril de 1982) fue un futbolista y empresario español.

## Biografía
Empezó a practicar el fútbol en el FC Internacional. En 1916 se incorporó al FC España, que por entonces vivía su época de máximo esplendor, y se proclamó campeón de Cataluña.
El 1917 Blanco, que por entonces jugaba como amateur y compaginaba el fútbol con su trabajo de joyero, fichó por el FC Barcelona, que le ofrecía un sueldo mensual de catorce duros —70 pesetas— al mes. Tras un primer año con pocas oportunidades, la temporada 1918/19 vivió sus mejores momentos como azulgrana. Titular indiscutible en la media con Torralba y Sancho, fue campeón de Cataluña y subcampeón de la Copa del Rey. Blanco fue titular en la final, que el FC Barcelona perdió en la prórroga contra el Arenas Club por 2-5. 
La temporada 1919/20, con la llegada de José Samitier, perdió su puesto en el once titular. Permaneció dos años en el club, en los que se lograron dos campeonatos de Cataluña y una Copa del Rey, aunque su participación se redujo a los partidos amistosos. Esta situación le llevó a regresar al FC España, donde permaneció dos años, de 1921 a 1923. Luego jugó otras dos temporadas en el FC Martinenc.
Paralelamente, recibió una propuesta para jugar y entrenar a la Peña Salvat de Lérida, cuyos miembros fundarían en 1923 el FC Lleida, siendo el primer profesional en jugar en la ciudad ilerdense. En el FC Lleida Blanco jugó hasta colgar las botas en 1927. En esta época se convirtió también en vicepresidente de la delegación de Lérida de la Federación Catalana de Atletismo.
Una vez retirado se afincó en la capital del Segriá y abrió una joyería en la Plaza de España. El éxito del negocio le llevó a abrir una segunda tienda en la calle Mayor, en 1966. En 1962 formó parte de la comisión gestora que dirigió temporalmente a la Unió Esportiva Lleida, tras la dimisión del presidente Antonio Teixidó.

## Selección nacional
En 1918 jugó un partido amistoso con la selección de fútbol de Cataluña, en Burdeos contra el FC Girondins (1-2).

## Clubes
| Club             | País   | Año       |
| ---------------- | ------ | --------- |
| FC Internacional | España | 1916      |
| FC España        | España | 1916-1917 |
| FC Barcelona     | España | 1917-1921 |
| FC España        | España | 1921-1923 |
| FC Martinenc     | España | 1923-1925 |
| FC Lleida        | España | 1925-1927 |

## Palmarés

### Campeonatos regionales
| Título                 | Club         | País   | Año  |
| ---------------------- | ------------ | ------ | ---- |
| Campeonato de Cataluña | FC España    | España | 1916 |
| Campeonato de Cataluña | FC Barcelona | España | 1919 |
| Campeonato de Cataluña | FC Barcelona | España | 1920 |
| Campeonato de Cataluña | FC Barcelona | España | 1921 |

### Campeonatos nacionales
| Título       | Club         | País   | Año  |
| ------------ | ------------ | ------ | ---- |
| Copa del Rey | FC Barcelona | España | 1920 |